# Evernote
Evernote é um software destinado à organização da informação pessoal mediante um arquivo de notas. Existem versões para diversos sistemas operacionais e web.
Sua versão beta foi lançada em 24 de junho de 2008. Em julho de 2011, alcançou 11 milhões de usuários.
O aplicativo permite que você organize reuniões num arquivo virtual. Existe ainda uma versão Premium, que o usuário pode fazer o upload de até 10 GB de dados por mês.
Em 16 de novembro de 2022, a Evernote anunciou que estavam sendo adquiridos pela Bending Spoons, uma empresa italiana de desenvolvimento de aplicativos móveis.